# Behind the White Tower
Behind the White Tower (en coréen : 하얀 거탑, Hayan Geotab) est une série télévisée sud-coréenne diffusée sur MBC du 6 janvier au 11 mars 2007 les samedis et les dimanches à 21 h 40 durant 20 épisodes,,.
Basé sur l’œuvre Shiroi kyoto du romancier japonais Toyoko Yamasaki,, ce drama plonge les téléspectateurs dans les rouages politiques internes du domaine médical en jetant un regard satirique sur les fautes professionnelles et les jeux de pouvoir dans un hôpital universitaire,, et contrastant les parcours et personnalités des deux docteurs interprétés par Kim Myung-min et Lee Sun-kyun.
Le drama médical a été un succès en termes de critique et d'audiences en Corée du Sud et a suscité des éloges pour son jeu d'acteur (en particulier de Kim), son écriture, sa direction et son histoire,.

## Intrigue
Brillant et ambitieux, le professeur adjoint Jang Joon-hyuk (Kim Myung-min) est une étoile montante du département de chirurgie de l' hôpital universitaire de Myeongin. Ses connaissances et son expertise sont indéniables, mais sa confiance cavalière et sa personnalité froide lui ont valu plus que quelques ennemis, y compris le chef du département. Alors que la motivation de Jang découle de son désir de réussite et d'avancement, son confrère docteur Choi Do-young (Lee Sun-Kyun) est attachée au bien-être de ses patients, ce qui entraîne de fréquents affrontements avec les pratiques et le personnel de l'hôpital. Alors que le chef du département de chirurgie se retire, Jang semble être le successeur évident jusqu'à ce qu'un nouveau rival apparaisse sous la forme de Noh Min-guk (Cha In-pyo), qui a le soutien du chef de département. Jang, cependant, est déterminé à gagner à tout prix.

## Distribution
- Kim Myung-min : Jang Joon-hyuk[13],[14],[15]
- Lee Sun-kyun : Choi Do-young[16]
- Cha In-Pyo : Noh Min-guk
- Song Seon-mi : Lee Yoon-jin
- Kim Bo-Kyung : Kang Hee-Jae
- Lee Jung-gil : Lee Joo-wan[17]
- Kim Chang-wan : Woo Yong-gil[18]
- Byun Hee-bong : Oh Kyung-hwan
- Im Sung-eun : Min Soo-jung
- Jung Han-yong : Min Choong-shik
- Ki Tae-young : Yeom Dong-il
- Lee Seung-min : Ha Eun-hye
- Lee Hee-do : Yoo Pil-chan
- Han Sang-jin : Geon-ha
- Kim Yong-min : Ham Min-seung
- Parc Kwang-jung : Chang-shik
- Jung Young-ook : la mère de Joon-hyuk
- Jang So-yeon : Yoo Mi-ra
- Lee Moo-saeng : Kwon Hyung-jin
- Nam Yoon-jung : Kim Young-ah
- Yang Hee-kyung : Hong Sung-hee
- Son Byong-ho : Kim Hoon
- Park Hyuk-kwon : Hong Sang-il
- Kim Do-yeon : Lee Young-soon
- Jang Hyun-chanté : Jo Myung-joon
- Park Young-ji : Oh Nam-ki
- Jung Kyung-ho : Kwon Soon-ki
- Kim Jung-hak : Lee Jae-myung
- Lee Ji-eun : Lee Jin-joo
- Shin Kwi-shik : Won Yong-min
- Choi Beom-ho : Kwon Soon-il

## Récompenses et nominations
| Année | Prix                          | Catégorie                                      | Bénéficiaire  | Résultat   |
| ----- | ----------------------------- | ---------------------------------------------- | ------------- | ---------- |
| 2007  | 43e Baeksang Arts Awards      | Meilleur drame télé                            | tour Blanche  | Nomination |
| 2007  | 43e Baeksang Arts Awards      | Meilleur réalisateur (télé)                    | Ahn Pan-Seok  | Lauréat    |
| 2007  | 43e Baeksang Arts Awards      | Meilleur acteur (télé)                         | Kim Myung-min | Lauréat    |
| 2007  | 43e Baeksang Arts Awards      | Meilleur nouvel acteur (TV)                    | Lee Sun-Kyun  | Nomination |
| 2007  | 20e Grimae Awards             | Meilleur acteur                                | Kim Myung-min | Lauréat    |
| 2007  | Prix de théâtre MBC           | Top Excellence Award, Acteur                   | Kim Myung-min | Lauréat    |
| 2007  | Prix de théâtre MBC           | Golden Acting Award, acteur dans une minisérie | Lee Sun-Kyun  | Lauréat    |
| 2007  | Prix de théâtre MBC           | Prix PD                                        | Kim Chang-wan | Lauréat    |
| 2007  | Prix de théâtre MBC           | Prix de la popularité, acteur                  | Kim Myung-min | Nomination |
| 2007  | Prix de théâtre MBC           | Le drame préféré de l'année du téléspectateur  | tour Blanche  | Nomination |
| 2008  | 20e prix du producteur coréen | Meilleur interprète                            | Kim Myung-min | Lauréat    |